# Đèo Khế (Đồng Hỷ)
Đèo Khế là đèo trên tuyến đường liên xã ở vùng giáp ranh huyện Võ Nhai và huyện Đồng Hỷ, tỉnh Thái Nguyên, Việt Nam.

## Vị trí
Đèo Khế nằm trên đoạn đường liên xã nối Đồng Hỷ và Võ Nhai, tại ranh giới xã Khe Mo huyện Đồng Hỷ và xã La Hiên huyện Võ Nhai, tỉnh Thái Nguyên.
Tuyến đường liên xã La Hiên - Khe Mo 
có điểm đầu ở đường quốc lộ 1B (La Hiên, Võ Nhai) và có điểm cuối ở đường quốc lộ 17 (Khe Mo, Đồng Hỷ) dài chừng 9 km.

## Đèo Khế trong thơ văn
Trong bài thơ "Phá đường" Nhà thơ Tố Hữu có nhắc đến Đèo Khế:
Rét Thái Nguyên rét về Yên Thế / Gió qua rừng đèo Khế gió sang...
Tuy nhiên đó là "đèo Khế" khác, và mọi người thường nhầm lẫn đèo Khế trong bài thơ (Đèo Khế, Đồng Hỷ) với đèo Khế Đại Từ. Nhà thơ giải thích:
Thái Nguyên có hai đèo Khế. Một đèo Khế ở phía Tây, giáp Tuyên Quang. Còn một đèo Khế nữa ở Đồng Hỷ, qua Khe Mo, sang Bắc Giang. Đèo Khế trong bài thơ "Phá đường" là đèo Khế qua Khe Mo (Đồng Hỷ). Gió mùa đông bắc qua đèo Khế này thổi về Bắc Giang.
Đèo Khế Khe Mo này ở đầu đường liên xã, từ xã La Hiên huyện Võ Nhai đi xã Khe Mo huyện Đồng Hỷ, đỉnh đèo cách ngã ba trên quốc lộ 1B cỡ 0,5 km . 21°41′40″B 105°54′33″Đ / 21,694424°B 105,909297°Đ